# Murrumba Downs
Murrumba Downs är en del av en befolkad plats i Australien. Den ligger i kommunen Moreton Bay och delstaten Queensland, omkring 22 kilometer norr om delstatshuvudstaden Brisbane.
Runt Murrumba Downs är det tätbefolkat, med 947 invånare per kvadratkilometer.. Närmaste större samhälle är Morayfield, omkring 19 kilometer norr om Murrumba Downs. 
Runt Murrumba Downs är det i huvudsak tätbebyggt. Genomsnittlig årsnederbörd är 1 434 millimeter. Den regnigaste månaden är januari, med i genomsnitt 283 mm nederbörd, och den torraste är oktober, med 22 mm nederbörd.